# Jornalismo germânico no Brasil
O jornalismo germânico no Brasil é decorrente da imigração alemã em território brasileiro iniciado no século XIX, quando estes imigrantes buscam notícias da terra natal, além de procurarem periódicos que contenham a sua língua materna.

## História
O primeiro jornal em língua alemã criado no Brasil foi o Der Kolonist de Porto Alegre, fundado em 10 de agosto de 1852 por José Cândido Gomes, que era redator-chefe do O Mercantil. O Der Kolonist foi um jornal de curta duração. O jornal seguinte, Der Deutsche Einwanderer, surgiu no Rio de Janeiro, com subvenção imperial, mas foi transferido, depois de um ano, para Porto Alegre, sendo editado de dezembro de 1853 a 10 de julho de 1861, e era de propriedade de Theobaldo Jaeger, tendo Carl Jansen como redator até 1855. Em 1860, em Porto Alegre, Alfons Mabilde publicou o jornal bilingue alemão-português Der Deutsche Kolonist. No total dez jornais germânicos foram publicados no Rio Grande do Sul até a Proclamação da República.
O primeiro jornal germânico de importância e prestígio no Brasil, foi fundado em Joinville, em 1862, por Ottokar Dörffel, o Kolonie Zeitung, que circulou até 1939, com uma breve interrupção em 1917.
No Rio de Janeiro o primeiro jornal foi lançado em 16 de abril de 1853: Der Deutsche Beobachter, editado por B. Goldschmidt e G.F. Busch.
Em 1858 foi lançado o semanário Brasília em Petrópolis, tendo durado aproximadamente um ano. Na mesma cidade, já em 17 de janeiro de 1864 foi lançado o Germania editado por Peter Müller - foi o jornal teuto-brasileiro mais importante da época, com circulação ampla, mas apesar disso sobreviveu somente por alguns anos.
O Allgemeine Deutsche Zeitung für Brasilien, editado no Rio de Janeiro, circulou de 1875 a 1889.
Apesar do começo difícil, outros jornais foram criados nas diversas colônias, alguns persistindo por décadas. 
A partir de 1880, com as colônias germânicas mais antigas emancipadas em municípios autônomos, os interesses ecônomicos e políticos da elites teuto-brasileiras se ampliaram e transformaram os jornais em porta-voz de seus interesses políticos e da etnicidade.
Em 1917 existiam os seguintes jornais no Brasil:
- Deutsche Zeitung, Porto Alegre, diário, desde 1861
- Kolonie Zeitung, Joinville, bi-semanário, desde 1862
- Deutsches Volksblatt, São Leopoldo, diário e semanário, desde 1871
- Germania, São Paulo, diário, desde 1877
- Deutsche Post, São Leopoldo, diário, desde 1880
- Blumenauer-Zeitung, Blumenau, bissemanário, desde 1881
- Neue Deutsche Zeitung, Porto Alegre, diário e semanário, desde 1881
- Der Beobachter, Curitiba, trissemanário, desde 1889
- Kolonie, Santa Cruz do Sul, trissemanário, desde 1890
- Der Urwaldsbote, Blumenau, bissemanário, desde 1892
- Nachrichten, Petrópolis, bissemanário, 1892
- Joinvillenser Zeitung, Joinville, bi-semanário, 1895
- Deutsche Zeitung für São Paulo, diário, 1897[4]
- Vaterland, Porto Alegre, diário, 1901
- Der Kompass, Curitiba, trissemanário, 1901
- Volks-Zeitung, São Bento, semanário, desde 1908
- Die Serra-Post, Ijuí, bissemanário, desde 1910
- Brusquer Zeitung, Brusque, semanário, de 1912 a 1917
- Deutsche Wacht, Pelotas, bissemanário, desde 1914
- Deutsches Tageblatt, Rio de Janeiro, diário, 1914-1917

Estes jornais tiveram que interromper suas atividades momentaneamente, devido à entrada do Brasil na Primeira Guerra Mundial, a maioria retomou a circulação em 1919, com exceção do Deutsche Zeitung, Nachrichten, Brusquer Zeitung e o Der Beobachter.
O último jornal em alemão que circulou no Rio, iniciou sua atividades em 1921 com o nome de Deutsche Rio Zeitung e encerrou na campanha de nacionalização do Estado Novo, assim como a maior parte dos outros jornais.

### Guerras mundiais
Tanto durante a Primeira, quanto na Segunda Guerra Mundial (na campanha de nacionalização), assim que o Brasil declarou guerra à Alemanha houve forte pressão contra os jornais em alemão, mesmo os situados em colônias. Em vista disto muitos mudaram de nome, enquanto outros simplesmente fecharam.